# معاداة السامية الدينية
معاداة السامية الدينية هي كره أو تمييز ضد اليهود ككل بناءً على المعتقدات الدينية، والمزاعم ضد اليهودية ومعادات السامية. يطلق علياه أحيانا اللا سامية اللاهوتية.
جادل بعض العلماء في أن معاداة السامية الحديثة تستند في المقام الأول إلى عوامل غير دينية، جون هيغام هو رمز لهذه المدرسة الفكرية. ومع ذلك، تم الطعن في هذا التفسير. في عام 1966، نشر تشارلز غلوك ورودني ستارك لأول مرة بيانات استطلاع الرأي العام التي تظهر أن معظم الأمريكيين قاموا ببناء الصور النمطية لليهود على أساس الدين. وقد أيد مزيد من استطلاعات الرأي منذ ذلك الحين في أمريكا وأوروبا هذا الرأي.

## الأصول
يتتبع الأب إدوارد فلانري، في كتابه «معاناة اليهود: ثلاثة وعشرون قرناً من معاداة السامية»، أول أمثلة واضحة لمشاعر معادية لليهود إلى الإسكندرية في القرن الثالث قبل الميلاد. كتب فلانري أن رفض اليهود قبول المعايير الدينية والاجتماعية اليونانية هو الذي ميزهم. كتب هيكاتيتوس أوف أبديرا، المؤرخ اليوناني في أوائل القرن الثالث قبل الميلاد، أن موسى «في ذكرى منفى شعبه، وضع لهم أسلوب حياة خبيث وغير مضياف». كتب Agatharchides of Cnidus عن «الممارسات السخيفة» لليهود و«سخافة قانونهم»، وكيف تمكن بطليموس الأول من غزو القدس في 320 قبل الميلاد لأن سكانها كانوا يحافظون على السبت.

## معاداة السامية المسيحية
غالبًا ما يتم التعبير عن معاداة السامية الدينية المسيحية على أنها مناهضة لليهود، أي يقال أن الكراهية هي ممارسات يهودية. على هذا النحو، يقال، أن اللا سامية ستتوقف إذا توقف اليهود عن ممارسة أو تغيير دينهم العام، خاصة عن طريق التحول إلى المسيحية، الدين الرسمي أو الصحيح. ومع ذلك، كانت هناك أوقات تم فيها التمييز ضد المتحولين أيضًا، كما هو الحال في الاستبعاد الليتورجي للمتحولين اليهود في حالة المسيحيين المارانوس أو اليهود الأيبريين في أواخر القرن الخامس عشر والقرن السادس عشر المتهمين بممارسة اليهودية أو العادات اليهودية سرًا.

### المحرقة
استخدم النازيون كتاب مارتن لوثر، عن اليهود وأكاذيبهم (1543)، للمطالبة بالبر الأخلاقي لإيديولوجيتهم. حتى لوثر ذهب إلى حد الدعوة إلى قتل هؤلاء اليهود الذين رفضوا التحول إلى المسيحية، وكتبوا «نحن مخطئون في عدم قتلهم» 
أكد رئيس الأساقفة روبرت رونسي على أنه: «لولا قرون من معاداة السامية المسيحية، لما كان هناك صدى لكراهية هتلر لليهود بهذه الحماسة... لأن المسيحيين لقرون حملوا اليهود مسؤولية جماعية عن موت المسيح. في يوم الجمعة العظيمة، راح اليهود في الماضي خلف الأبواب المغلقة خوفًا من حشد مسيحي يسعى إلى» الانتقام«من القتل. بدون تسمم العقول المسيحية على مر القرون، لا يمكن التفكير في المحرقة». كتب القس الكاثوليكي المنشق هانز كونغ أن «معاداة اليهود النازية كانت من عمل المجرمين الملحدين والمسيحيين. لكن ذلك لم يكن ممكناً لولا ما قبل ألفي عام تقريباً من التاريخ المعادي لليهودية» المسيحية". . . " 

 صدرت الوثيقة دابرو ايميت من قبل العديد من العلماء اليهود الأمريكيين في عام 2000 كبيان حول العلاقات اليهودية المسيحية. تنص هذه الوثيقة، 
 «النازية لم تكن ظاهرة مسيحية. بدون التاريخ الطويل لمناهضة اليهودية المسيحية والعنف المسيحي ضد اليهود، ما كان الفكر النازي ليترسخ ولا يمكن تنفيذه. شارك الكثير من المسيحيين أو كانوا متعاطفين مع الفظائع النازية ضد اليهود. لم يحتج مسيحيون آخرون بشكل كاف ضد هذه الفظائع. لكن النازية نفسها لم تكن نتيجة حتمية للمسيحية». 

### ما بعد المحرقة
ساعد المجمع الفاتيكاني الثاني ووثيقة نوسترا وجهود البابا يوحنا بولس الثاني على التوفيق بين اليهود والكاثوليكية في العقود الأخيرة. وفقا للباحث الكاثوليكي الهولوكوست مايكل فاير، اعترفت الكنيسة ككل بفشلها خلال المجمع، عندما صححت المعتقدات التقليدية لليهود الذين ارتكبوا القتل وأكدت أنهم لا يزالون شعب الله المختار.
في عام 1994، رفض المجلس الكنسي للكنيسة اللوثرية الإنجيلية في أمريكا، أكبر طائفة لوثرية في الولايات المتحدة وعضو في الاتحاد اللوثري العالمي علناً كتابات لوثر اللا سامية.

## معاداة السامية الإسلامية
مع أصل الإسلام في القرن السابع الميلادي وانتشاره السريع عبر شبه الجزيرة العربية وخارجها، أصبح اليهود (والعديد من الشعوب الأخرى) خاضعين لإرادة الحكام المسلمين. تباينت جودة القاعدة بشكل كبير في فترات مختلفة، كما فعلت مواقف الحكام والمسؤولين الحكوميين ورجال الدين وعامة السكان تجاه أشخاص مختلفين من وقت لآخر، وهو ما انعكس في تعاملهم مع هذه الموضوعات.
هناك تعاريف مختلفة لمعاداة السامية في سياق الإسلام. يختلف مدى معاداة السامية بين المسلمين حسب التعريف المختار:
- علماء مثل كلود كاهن وشيلومو دوف غويتين يعرّفون ذلك على أنه العداء المطبق على اليهود فقط ولا يتضمن أي تمييز يمارس ضد غير المسلمين بشكل عام.[8][9][10] بالنسبة لهؤلاء العلماء، كانت معاداة السامية في الإسلام في العصور الوسطى محلية ومتفرقة وليست عامة ومتوطنة [Shelomo Dov Goitein] ، ليست موجودة على الإطلاق [كلود كاهن]، أو نادرًا ما كانت موجودة.
- وفقا لبرنارد لويس، تتميز اللا سامية بمميزتين مميزتين: يتم الحكم على اليهود وفقًا لمعيار مختلف عن ذلك المطبق على الآخرين، وهم متهمون بـ «الشر الكوني».[11] بالنسبة إلى لويس، من أواخر القرن التاسع عشر ظهرت حركات بين المسلمين يمكن لأول مرة استخدام المصطلح التقني اللا سامي في حقها.[12] ومع ذلك، فهو يصف المعتقدات الشيطانية والتمييز ضد اليهود والإذلال المنتظم بأنه جزء «أصيل» من العالم الإسلامي التقليدي، حتى إذا كانت الاضطهادات العنيفة نادرة نسبيًا.[13]

### معاداة السامية الإسلامية الحديثة
استمرت مذابح اليهود في الدول الإسلامية حتى القرن العشرين. كتب مارتن جيلبرت أن 40 يهوديًا قتلوا في تازة بالمغرب عام 1903. في عام 1905، تم إحياء القوانين القديمة في اليمن التي منعت اليهود من رفع أصواتهم أمام المسلمين، أو بناء منازلهم أعلى من المسلمين، أو الانخراط في أي تجارة أو احتلال مسلم تقليدي. تم تدمير الحي اليهودي في فاس تقريبًا على يد حشد مسلم في عام 1912.